# Anguillospora longissima
Anguillospora longissima är en svampart som först beskrevs av Sacc. & P. Syd., och fick sitt nu gällande namn av Ingold 1942. Anguillospora longissima ingår i släktet Anguillospora, ordningen Pleosporales, klassen Dothideomycetes, divisionen sporsäcksvampar och riket svampar.   Inga underarter finns listade i Catalogue of Life.